# Aulón

Mapa del sur del Peloponeso en la Antigüedad. Aulón se encontraba en la costa oeste del Peloponeso, cerca de la desembocadura del río Neda.

Aulón (cuyo significado es valle) es el nombre de un valle y posiblemente también de una antigua ciudad griega de Mesenia. 
Jenofonte dice que los éforos espartanos decidieron enviar a Cinadón junto con algunos soldados a Aulón y ordenarle que volviera con varios aulonitas  e hilotas, para lo que le entregaron una escítala donde figuraban escritos los nombres de los que había que detener. También tenía que volver con una mujer de la que se decía que era la más bella del lugar. Sin embargo, todo ello era una estratagema de los éforos para que, una vez alejado Cinadón de Esparta, fuera detenido por los soldados y confesara los nombres de una serie de personas que, junto a él, pretendían conspirar contra Esparta. Algunos historiadores actuales, sin embargo, señalan que existe la posibilidad de que esta Aulón no fuera la de Mesenia sino que podría tratarse de una Aulón que estaría situada en Lacedemonia.
Estrabón únicamente menciona que en el Aulón de Mesenia era donde algunos creía que se ubicaba la ciudad de Oluris u Olura.
Pausanias ubica el lugar llamado Aulón en la desembocadura del río Neda y sitúa allí un templo y una estatua de Asclepio Aulonio.